# Rendez-vous (chanson d'Alain Chamfort)
Pour les articles homonymes, voir Rendez-vous.
Singles de Alain Chamfort
Bons baisers d'ici
(1983) Traces de toi
(1986)
Rendez-vous est une chanson écrite par Philippe Bourgoin (auteur, avec Gérard Presgurvic, du tube Chacun fait (c'qui lui plaît) du groupe Chagrin d'amour) et composée et interprétée par Alain Chamfort en 1983.
Il s'agit du second extrait de l'album Secrets glacés en sortant en single en 1984, mais n'a qu'un succès modéré dans les charts.

## Liste des titres
| A. | Rendez-vous          | A. Chamfort, P. Bourgoin | 3:35 |
| B. | Les Jours de moisson | A. Chamfort, P. Bourgoin | 4:04 |

## Classements hebdomadaires
| Classement (1984) | Meilleure place |
| ----------------- | --------------- |
| France (IFOP)     | 40              |
| Canada (Adisq)    | 36              |

## Dans la culture populaire
La chanson a été utilisée dans le film À mort l'arbitre de Jean-Pierre Mocky dans la scène ou Carole Laure appelle en criant, par la fenêtre de son appartement, à l'aide à des voisins d'en face qui écoutent Rendez-vous.
Ce n'est pas un hasard si elle figure dans le film, car Alain Chamfort est le compositeur de la musique du film de Mocky.